# 1714
| [ Edytuj tabelę ]              | |
| Król Polski                    | - 1709 August II Mocny 1733 |
| Król Afganistanu               | - 1709 Mir Wajs Chan 1715 |
| Współksiążęta Andory           | - 1695 Julià Cano i Thebar 1714 - 1714 Simeó de Guinda y Apéztegui 1737 - 1643 Ludwik XIV 1715                                     |
| Elektor Bawarii                | - 1679 Maksymilian II Emanuel 1726                                                                                                 |
| Sułtan Brunei                  | - 1705 Hussin Kamaluddin 1730 |
| Cesarz Chin                    | - 1661 Kangxi 1722 |
| Król Czech                     | - 1711 Karol VI Habsburg 1740 |
| Król Danii                     | - 1699 Fryderyk IV 1730 |
| Dalajlama                      | - 1708 Kelzang Gjaco 1757 |
| Cesarz Etiopii                 | - 1711 Justus 1716 |
| Król Francji                   | - 1643 Ludwik XIV 1715 |
| Król Hiszpanii                 | - 1700 Filip V 1724 |
| Landgraf Hesji-Kassel          | - 1670 Karol I Heski 1730 |
| Stadhouder Holandii            | - 1702 drugi okres bez stadhoudera 1747                                                                                            |
| Szach Iranu                    | - 1694 Sultan Husajn 1722 |
| Państwo Wielkich Mogołów       | - 1713 Furrukhsijar 1719 |
| Król Irlandii                  | - 1702 Anna Stuart 1714 - 1714 Jerzy I Hanowerski 1727                                                                             |
| Cesarz Japonii                 | - 1709 Nakamikado 1735 |
| Kalif                          | - 1703 Ahmed III 1736 |
| Patriarcha Konstantynopola     | - 1713 Cyprian I 1714 - 1714 Kosma III 1716                                                                                        |
| Władca Korei                   | - 1674 Sukjong 1720 |
| Książę Liechtensteinu          | - 1712 Józef Wacław 1718 |
| Sułtan Maroka                  | - 1672 Maulaj Isma’il 1727 |
| Książę Monako                  | - 1701 Antoni I 1731 |
| Król Nawarry                   | - 1710 Ludwik XV 1774 |
| Król Norwegii                  | - 1699 Fryderyk IV 1730 |
| Sułtan Omanu                   | - 1711 Sultan II ibn Sajf 1719 |
| Elektor Palatynatu             | - 1690 Jan Wilhelm 1716 |
| Papież                         | - 1700 Klemens XI 1721 |
| Książę Parmy i Piacenzy        | - 1694 Franciszek 1727 |
| Król Portugalii                | - 1706 Jan V 1750 |
| Król w Prusach                 | - 1713 Fryderyk Wilhelm I 1740 |
| Car Rosji                      | - 1682 Piotr I Wielki 1725 |
| Cesarz Rzymski (niemiecki)     | - 1711 Karol VI Habsburg 1740 |
| Kapitanowie Regenci San Marino | - 1713 Giuliano Belluzzi Tommaso Ceccoli 1714 - 1714 Giuseppe Onofri Lorenzo Giangi 1714 - 1714 Giuseppe Loli Pietro Francini 1715 |
| Elektor Saksonii               | - 1694 Fryderyk August I (król Polski) 1733                                                                                        |
| Król Szwecji                   | - 1697 Karol XII 1718 |
| Król Tajlandii                 | - 1709 Tai Sa 1733 |
| Sułtan Turków                  | - 1703 Ahmed III 1730 |
| Doża Wenecji                   | - 1709 Giovanni Cornaro 1722 |
| Król Węgier                    | - 1711 Karol III 1740 |
| Monarcha Wielkiej Brytanii     | - 1707 Anna Stuart 1714 - 1714 Jerzy I 1727                                                                                        |

Rok 1714 / MDCCXIV
stulecia: XVII wiek ~
XVIII wiek ~
XIX wiek

lata: 1704 «
1709 «
1710 «
1711 «
1712 «
1713 «
1714
» 1715
» 1716
» 1717
» 1718
» 1719
» 1724

## Wydarzenia w Polsce
- 22 kwietnia – podpisano polsko-turecki traktat pokojowy potwierdzający pokój w Karłowicach z 1699 roku.
- 26 maja – druga lokacja Ostrowa Wielkopolskiego.
- Wrzesień – August II Mocny odwiedził Wersal.

## Wydarzenia na świecie
- 7 stycznia – Henry Mill otrzymał patent na wynalazek maszyny do pisania. Zbudował ją jednak dopiero po wielu latach.
- 15 lutego – parlament paryskiakceptuje papieską bullę Unigenitus z restrykcjami, które wprowadził przewodniczący Henri François d’Aguesseau.
- 19 lutego – III wojna północna: zwycięstwo Rosjan nad Szwedami w bitwie pod Storkyro.
- 21 lutego – siły morskie Hiszpanii zostały nazwane oficjalnie Armada Real.
- Luty księżna du Maine Anne-Louise Bénédicte de Bourbon-Condé zorganizowała wielki bal maskowy w Sceaux.
- 5 marca – Uniwersytet Paryski akceptuje przytłaczającą większością głosów bullę Unigenitus.
- 7 marca – pokój w Rastatt między Austrią a Francją. Austria otrzymała Austriackie Niderlandy, które Karol VI Habsburg chciał wymienić na Bawarię, ale ani Francja, ani mediatorzy (W. Brytania, Holandia) nie wyrazili na to zgody.
- 24 marca – Konstantyn Brincoveanu został zdjęty z tronu przez sułtana tureckiego i wysłany do Stambułu na ścięcie.
- 29 kwietnia – w Londynie założono Scriblerus Club, do którego należeli: John Arbuthnot, Jonathan Swift, Thomas Parnell i Alexander Pope.
- 8 lipca – brytyjski parlament powołał Komisję Długości Geograficznej.
- 14 lipca – III wojna północna: Rosjanie pokonali znacznie silniejszą flotę szwedzką pod Wyspami Alandzkimi.
- 27 lipca – III wojna północna: bitwa morska pod Hanko, pierwsze w historii poważne zwycięstwo floty rosyjskiej.
- 1 sierpnia
  - Jerzy I został królem Wielkiej Brytanii.
  - w związku ze śmiercią królowej Anny w Wielkiej Brytanii władzę przejmują Wigowie; wśród nich wybitną rolę pełni James Stanhope.
- 2 sierpnia – Ludwik XIV podpisuje swój testament, ustanawiający po śmierci radę regencyjną.
- 7 września – pokój w Baden (niem: Friede von Baden) między cesarzem a książętami Rzeszy, którzy występowali przeciw niemu w hiszpańskiej wojnie sukcesyjnej – pacyfikacja Niemiec.
- 11 września – James FitzJames, 1. książę Berwick zdobył Barcelonę, co pozwoliło Filipowi V wdrożyć reformy centralizacyjne w tym rejonie, przewidziane w Nueva Planta. Katalonia została w ten sposób ukarana za dotychczasowe popieranie Habsburgów.
- 29 września – Gubernator Nowej Francji Philippe de Rigaud de Vaudreuil zaplanował ufortyfikowanie Montrealu i Quebecu. Montréal zostanie ufortyfikowany dopiero w końcu lat trzydziestych, a Quebec dekadę wcześniej.
- 20 października – w opactwie westminsterskim koronowano Jerzego I na króla Wielkiej Brytanii i Irlandii.
- 24 listopada – ustanowiono Order św. Katarzyny Męczennicy na cześć żony Piotra Wielkiego Katarzyny. Odznaczenie było przewidziane tylko dla kobiet.
- 30 grudnia – Francja zaanektowała dolinę Ubaye.

- Gabriel Fahrenheit wynalazł termometr rtęciowy.
- Dom Pérignon wynalazł szampan.
- Dziennikarz Richard Steele został wyrzucony z Izby gmin za tekst the Crisis.
- Nowy władca W. Brytanii Jerzy I Hanowerski odwiedził swój rodzinny Elektorat Hanoweru pierwszy z pięciu razy w latach swego panowania (1714–1727). W tym roku umarła elektorka Zofia. Zamieszki w stolicy przed i po koronacją.
- Próba desantu francuskiego wspierającego szkotów została udaremniona jeszcze na wodach Kanału przez Royal Navy.
- Parlament brytyjski ustanowił nagrodę dla tego, kto dokładnie zmierzy długość geograficzną. Nagrodę tę odebrał dopiero John Harrison w 1764 roku.
- Parlament brytyjski uchwalił schism act i first indemnity act przeciw dysydentom religijnym.
- Wielka Brytania rozpoczęła okupację wyspy Minorka.
- Thomas Maddox został historiografem królewskim.
- Parlament Szkocki, próbując się usamodzielnić i odciąć od wpływów Londynu, odrzucił brytyjsko-francuski układ handlowy.
- Została rozpoczęta budowa kościoła St Mary-le-Strand w Londynie. Architektem był James Gibbs.
- W latach 1714–1780 (wg Pierre'a Chaunu) podwoiła się liczba umiejących czytać we Francji.
- Filip V Burbon ożenił się powtórnie. Jego wybranką była ambitna Elżbieta Farnese (Parma), która namawiałą króla do polityki odzyskania ziem utraconych we Włoszech; w tym dawnego wasala Hiszpanii – Parmy, jej ojczyzny. wpływy na dworze zdobywa protegowany Elżbiety Giulio Alberoni.
- Greckie posiadłości Republiki Weneckiej zostały zaatakowane przez Imperium Osmańskie.
- Reformy, które wdrożył w Mediolanie Karol VI Habsburg, przekształciły Lombardię w najlepiej rządzony kraj Italii. Kwitnie nauka i sztuka. Zaczyna się mówić o Lombardii jako o „Atenach”, a o Sabaudii-Piemoncie jako o „Beocji” Italii XVIII wieku.
- Księstwo Sabaudii staje się królestwem Sardynii.
- Fryderyk Wilhelm I Hohenzollern wziął Szczecin w sekwestr.
- Dania zajmuje wyspę Helgoland i oblega Stralsund, nieco wcześniej opuszczony przez szwedzkiego króla Karola XII.
- Rosjanie zajmują Finlandię.
- Piotr Wielki zniósł przeżytki dawnych rozwiązań administracyjnych: pomiestja i podział kraju na wołczyny.
- Piotr Wielki założył „Oktiabar”, do dziś istniejącą firmę farmaceutyczną.
- Louis Juchereau założył fort St. Jean Baptiste na miejscu dzisiejszego Natchitoches (Luizjana).
- Budowa traktu pocztowego w Bronx.

## Urodzili się
- 12 lutego – Sebastian Sailer, niemiecki pisarz (zm. 1777)
- 8 marca – Jan Bielski, polski jezuita, historyk, dramaturg (zm. 1768)
- 6 czerwca – Józef I Reformator, król Portugalii (zm. 1777)
- 21 czerwca – Władysław Klemens Walknowski, polski duchowny katolicki, biskup pomocniczy poznański (zm. 1779)
- 17 lipca – Alexander Gottlieb Baumgarten, niemiecki filozof (zm. 1762)
- 2 lipca – Christoph Willibald Gluck, niemiecki kompozytor (zm. 1787)

## Zmarli
- 1 sierpnia zmarła Anna Stuart, królowa Wielkiej Brytanii

## Święta ruchome
- Tłusty czwartek: 8 lutego
- Ostatki: 13 lutego
- Popielec: 14 lutego
- Niedziela Palmowa: 25 marca
- Wielki Czwartek: 29 marca
- Wielki Piątek: 30 marca
- Wielka Sobota: 31 marca
- Wielkanoc: 1 kwietnia
- Poniedziałek Wielkanocny: 2 kwietnia
- Wniebowstąpienie Pańskie: 10 maja
- Zesłanie Ducha Świętego: 20 maja
- Boże Ciało: 31 maja